# Bernhard Ignatius Sarnes
Bernhard Ignatius Sarnes PFJ (* 30. Januar 1936 in Haldenau, Oberschlesien; † 26. November 1964 bei Mambasa, Provinz Ituri, Demokratische Republik Kongo) war ein deutscher römisch-katholischer Ordensmann, Missionar und Märtyrer.

## Leben
Bernhard Ignatius Sarnes wuchs südöstlich Oppeln auf. 1945 wurde er mit Mutter und Geschwistern aus Oberschlesien vertrieben. Er kam nach Feldkirchen bei Straubing, besuchte das Bischöfliche Studienseminar Sankt Wolfgang in Straubing und machte 1956 Abitur. Er trat in das Ostpriesterseminar in Königstein im Taunus ein, suchte aber auch nach Möglichkeiten eines Ordenslebens. Dazu ging er 1959 in das Postulat der Kleinen Brüder in Saint-Rémy. Das Noviziat verbrachte er von 1960 bis 1961 in Farlete in Nordspanien.
Am 21. November 1961 legte er seine ersten Gelübde ab und ging zur Missionierung der Ba-Mbuti-Pygmäen in die Mission Etabe, 50 Kilometer südlich Mambasa in den Ituri-Regenwald in Nord-Ost-Kongo (Bistum Beni), wo er Ende Januar 1962 ankam. Im November 1964 wurde er zusammen mit seinem Mitbruder Heinz vom Kreuz Eberlein von Anhängern Pierre Muleles auf einem Lieferwagen abtransportiert und auf einer Brücke über den Fluss Epulu (Nebenfluss des Ituri) erschossen. Die Leichen wurden in den Fluss geworfen. Der Mitbruder André Gorse wurde in Mambasa auf offener Straße erschossen.

## Gedenken
Die Römisch-katholische Kirche in Deutschland hat Bruder Bernhard Ignatius Sarnes als Märtyrer in das deutsche Martyrologium des 20. Jahrhunderts aufgenommen.